# Becker (serie de televisión)
Becker era una comedia de situación producida por la CBS y protagonizada por Ted Danson. Danson interpretaba a Becker, un médico recientemente divorciado que vive en un pequeño apartamento en el centro de la ciudad. Está constantemente malhumorado y discutiendo con sus pacientes, compañeros de trabajo, amigos y prácticamente cualquier ser u objeto sobre la faz de la tierra. Y tiene un pequeño consultorio médico de medicina general en el centro de la ciudad.
No obstante, con el desarrollo de la serie, el personaje va tomando más complejidad y tanto odio contra el mundo, se revela como una careta de protección bajo la que se esconde una persona compasiva, idealista y siempre temerosa de parecer emocionalmente vulnerable.
- Esta serie está disponible (según el país) en:
  - Paramount+, Paramount Streaming
  - SkyShowtime
  - Peacock
  - Prime Video

## Argumento
La serie gira en torno al Doctor Becker y las cosas que le enfadan (prácticamente todo) y le hastían, problemas con sus vecinos en el departamento donde vive, en el trabajo en su consultorio médico en el centro del Bronx y una cafetería cercana, donde desayuna por las mañanas, cena al mediodía y descansa. Aunque, en muchos episodios de la serie, el resto de los personajes del reparto desempeñan el papel protagonista.
Las relaciones (de amor-odio) entre Becker y Reggie (la dueña y camarera de la cafetería a la que acude constantemente) desde su consultorio médico y más tarde Chris (sustituta de Reggie trabajando en dicha cafetería) son el tema central en muchos de los episodios.
La serie afronta problemas muy serios de la vida real en Nueva York, tales como la vida en la ciudad, enfermedades, discapacidad, problemas sociales, conflictos, Religión, sida, cáncer, racismo, pobreza, homosexualidad o terrorismo.

## Reparto
| Actor          | Rol                    | Año       | Temporadas                           | Episodios |
| -------------- | ---------------------- | --------- | ------------------------------------ | --------- |
| Ted Danson     | Dr. John Becker        | 1998-2004 | 1-6                                  | 129       |
| Hattie Winston | Margaret Wyborn        | 1998-2004 | 1-6                                  | 129       |
| Shawnee Smith  | Linda                  | 1998-2004 | 1-6                                  | 129       |
| Alex Désert    | Jake Malinak           | 1998-2004 | 1-6                                  | 129       |
| Terry Farrell  | Regina «Reggie» Kostas | 1998-2002 | 1-4                                  | 94        |
| Saverio Guerra | Bob                    | 1998-2003 | 1-2 (recurrente), 3-5 (protagonista) | 91        |
| Nancy Travis   | Chris Connor           | 2002-2004 | 4 (invitada), 5-6 (protagonista)     | 39        |
| Jorge García   | Hector Lopez           | 2003-2004 | 6                                    | 13        |

## Personajes
- Dr. John Becker (Ted Danson): Un graduado de la Escuela de Medicina de Harvard y exinvestigador médico superior, quien dirige una consulta médica de barrio propia por tener preocupaciones sociales. Se molesta fácilmente por su divorcio y diferentes cosas en su vida, tales como una lámpara parpadeante en la calle, vecinos ruidosos, una pareja teniendo sexo muy intenso en el apartamento de encima del suyo o sus numerosos intentos fallidos para dejar de fumar. Becker tiene una superstición personal: «Todos los enanos dan mala suerte, cada vez que los veo, algo malo me pasa». Se ha casado y divorciado dos veces y es muy tacaño. Es políticamente liberal (Partido Demócrata), a pesar de que odia la corrección política y ha tenido problemas con el IRS. A pesar de ser ateo, tiene una visión extraña de Dios, que se caracteriza por esta cita de Margaret: «Interesante... tú estás siendo perseguido por un Dios que no crees?». A lo que Becker responde: «Es por eso que está detrás de mí». A pesar de su naturaleza ruda, Becker tiene momentos de bondad y de verdad se preocupa por sus pacientes, en un momento de elegir permanecer en un destartalado barrio del Bronx en lugar de coger un trabajo como investigador en el Hospital Johns Hopkins en Baltimore, porque ahí es donde se le necesita. A menudo acepta regalos de personas agradecidas, tales como entradas de béisbol o incluso un pato, de los pacientes que no pueden permitirse el lujo de pagarle por su atención médica. Durante el transcurro de la serie, Ted Danson se tiñó el pelo de castaño, para que coincidiera con su aparición como Sam Malone en Cheers, porque el pelo de Danson se había vuelto completamente blanco en el momento del estreno de Becker. Fuera del rodaje de la serie, Danson apareció con el pelo blanco, y dejó de teñirse cuando Becker terminó.

- Margaret Wyborn (Hattie Winston): La enfermera de Becker y directora de la oficina, y una de las pocas personas que pueden tolerar a Becker. Margaret es una figura maternal para Becker y Linda. Está casada con un hombre que con frecuencia es mencionado pero nunca visto, Lewis, que odia a Becker (y viceversa). En una ocasión pensó en ser cantante en lugar de enfermera. Margaret es cristiana, específicamente bautista, y con frecuencia cita a la Biblia. Es generalmente el personaje más sensato y actúa como la voz de la razón. También parece tener puntos de vista liberales, como en un episodio, donde castiga a Becker por lo que percibe como un comportamiento homofóbico. También se demuestra que es muy terca, un buen ejemplo es donde obtuvo su trabajo al no irse hasta que Becker la contrató.

- Linda (Shawnee Smith): Una mujer joven, algo tonta, cuyo apellido nunca se revela, y que trabaja en el consultorio de Becker como ayudante de enfermería para establecer su independencia de sus padres ricos. Becker también mencionó que su padre le debía un favor, lo que sugiere que esa es la única razón por la que Linda no es despedida. A pesar de su ayuda, a menudo es de dudosa utilidad. Ocasionalmente puede mostrar una competencia sorprendente. Su madre es alcohólica y sus padres son aparentemente bastante ricos, habiendo comprado Linda un ático con un portero, una pintura original de Monet, una vista del parque central, y el embajador danés como un vecino. Incluso Becker una vez expresó que estaba planeando «matar y vivir aquí» después de verlo por primera vez. En la segunda temporada, invita a Bob a vivir con ella cuando él se queda sin hogar. Poco después, trata de tenderle una trampa con ofertas de trabajo para poder echarlo. Linda ha estado con muchos hombres, incluyendo a su exnovio Gil, quien es mencionado con frecuencia (a menudo en un contexto negativo). Es popular entre algunos de los pacientes debido a sus trajes diminutos y su actitud optimista, sobre todo los niños disfrutan de su ser en torno a la hora de tomar fotografías. Respeta a Becker, a menudo lo llama doctor, no importa dónde está, e incluso lo ha apoyado luego de una frustrada charla sobre sexo que dio en un colegio. Ella lo admira, y se lleva bien con él cuando  tiene uno de sus pocos días buenos. También respeta a Margaret y a menudo la ayuda a salir de muchas situaciones difíciles. Tiene debilidad por los animales pequeños y le encanta ir de compras, la vida nocturna, y salir con un chico nuevo cada semana. Linda también habla varios idiomas. Uno de sus exnovios le enseñó a hablar un poco de mandarín, lo que fue muy útil cuando Margaret tuvo dificultades para comunicarse con un paciente chino. Ella también habla portugués y habla a un paciente en el hogar llamado Enid Connelly.

- Jake Malinak (Alex Désert): El mejor amigo de Becker. Jake también trabaja en el restaurante vendiendo periódicos y diversos artículos como dulces, revistas, cigarrillos, chicles, etc. Jake se quedó ciego después de un accidente automovilístico varios años atrás. Vivía con su abuela cuando era joven y estaba cerca de ella antes de morir. Jake se casó con una mujer, Amanda (interpretada por Lindsay Price), veinticuatro horas después de haberse conocido; pero consiguieron anular el matrimonio, decidiendo en su lugar simplemente vivir juntos. Amanda dejó a Jake después de dos años y medio, llevándose todos sus bienes con ella. Jake compitió en tres ocasiones en el Campeonato Nacional de Scrabble, e incluso ganó una vez. La serie termina con él yendo a la Universidad en Chicago con el dinero obtenido de una herencia y quedándose con un familiar que da clases en la Universidad.

- Regina «Reggie» Kostas (Terry Farrell): Es la propietaria y operadora de un restaurante que heredó de su difunto padre. Es exmodelo y está triste por estar atrapada en un restaurante. Cuando Becker está fuera de su oficina o apartamento, casi siempre está allí. Reggie se debate sobre sus sentimientos por Becker y los dos tienen el tipo de relación de amor-odio que a menudo aparecen en las comedias. Frecuentemente Becker se burla de su mala cocina y deja caer insinuaciones de que la Junta de Salud ha emitido sus advertencias antes. Aunque desencantada con su ocupación, Reggie parece disfrutar de sus clientes y les permite que sea una especie de extensión de sus hogares. En el primer episodio de la quinta temporada: «Alguien está en la cocina con Reggie?», se revela que ella y Becker se acuestan porque ella está celosa del hecho de que a Chris le guste John. Al día siguiente,sale de la ciudad, dejando un mensaje a todos en el que lamenta haberse acostado con Becker y dice que ha tocado fondo. También dice que quiere seguir una carrera mejor. Jake recibe una llamada telefónica de ella, diciendo que ella se fue a Miami para reunirse con algunos de sus amigos modelos y que va a viajar por Europa (Farrell fue despedida del programa).

- Bob (Saverio Guerra): Bob es un antiguo compañero de clase de Reggie que es corto, hiperactivo y molesto, y suele referirse a sí mismo en tercera persona. Es un adicto al sexo que originalmente quería estar con Reggie y por eso visitaba su cafetería, a pesar de que Reggie le dejó muy claro su rechazo y que él estaba casado con una vecina del barrio. Durante la segunda temporada, Bob se queda sin hogar después de perder la mayor parte de su dinero en su divorcio. Linda lo invita a vivir con ella en el ático de sus padres, pero trata rápidamente a averiguar la manera de echarlo. Después de echar a perder varios puestos de trabajo, Linda intenta tenderle una trampa, Bob se convierte en el superintendente del edificio de apartamentos de Becker en la tercera temporada. Al igual que con Linda, el apellido de Bob nunca se revela, aunque se devela que su segundo nombre es Benito. Bob es un personaje recurrente en las dos primeras temporadas, y se hace un personaje principal en las temporadas 3 a 5. A pesar de que evita su trabajo como superintendente de construcción en el edificio de Becker, uno de los pocos talentos es que es un excelente cocinero. A pesar de que la comida del restaurante de Reggie es mala, aún es capaz de cocinar muy bien. Bob desaparece después de la quinta temporada. Su ausencia es explicada por Jake en el primer episodio de la temporada 6, en la que dice que se fue de vacaciones. A pesar de ser de los principales personajes de la serie, nunca se menciona de nuevo ni tampoco regresa para el final de la serie. Saverio Guerra decidió no renovar su contrato para la sexta temporada. Bob trabajó como un reemplazo para un personaje recurrente previsto llamado Manny (interpretado por James Lorinz), que comparte el mismo estilo y la personalidad de Bob.

- Chris Connor (Nancy Travis): La nueva vecina que se muda al Bronx después de viajar por el mundo. Chris originalmente iba a estar en la serie durante cuatro episodios, pero se unió a la serie al final de la temporada 4 y se convirtió en un miembro del reparto principal en la temporada 5. Chris hace cargo del restaurante y comienza una relación de amor-odio con Becker. Es su opuesto total: siempre agradable y alegre, pero con el tiempo empiezan a salir a finales de la serie. Travis había trabajado anteriormente con Danson en Tres hombres y un bebé y en su secuela, Tres hombres y una pequeña dama.

- Hector Lopez (Jorge Garcia): Un viejo amigo de Jake. Jake conocía a Hector como el hermano pequeño de uno de sus amigos de la infancia. Cuando Jake hablaba de él como niño, él dijo que haría cualquier cosa para conseguir dinero, incluyendo la venta de condones de sus padres, a lo que respondió diciendo: «Hey, esas no eran estafas, eran negocios. Además, gracias a eso tengo una hermana menor». Era miembro del reparto solo durante la sexta temporada y sirve como un reemplazo en la serie para Bob (Saverio Guerra no renovó su contrato para la sexta temporada). En el último episodio, Hector toma el control del kiosco de prensa después de que Jake anuncia que se muda a Chicago a la universidad al día siguiente. Después de su paso de trece episodios en Becker, Garcia pasó a hacer parte de la serie Lost.
- Padre del Dr. John Becker (Dick Van Dyke)

## Canales en los que se emitió internacionalmente
- Colombia: TBS
- Argentina: Sony Entertainment Television, TBS
- España: Paramount Comedy, Sony Entertainment Television, Factoría de Ficción
- Australia: Channel_Ten
- India: Star World
- Suecia: Kanal 5
- Reino Unido. Five (TV) / Paramount Comedy 1
- Estados Unidos: TBS, My Network TV (antiguamente UPN)
- México: Canal 4 de Televisa (4TV), TBS
- Costa Rica: Repretel (canal 4), TBS
- Perú: TBS
- Chile: Comedy Central (Latinoamérica)